# Clive Bunker

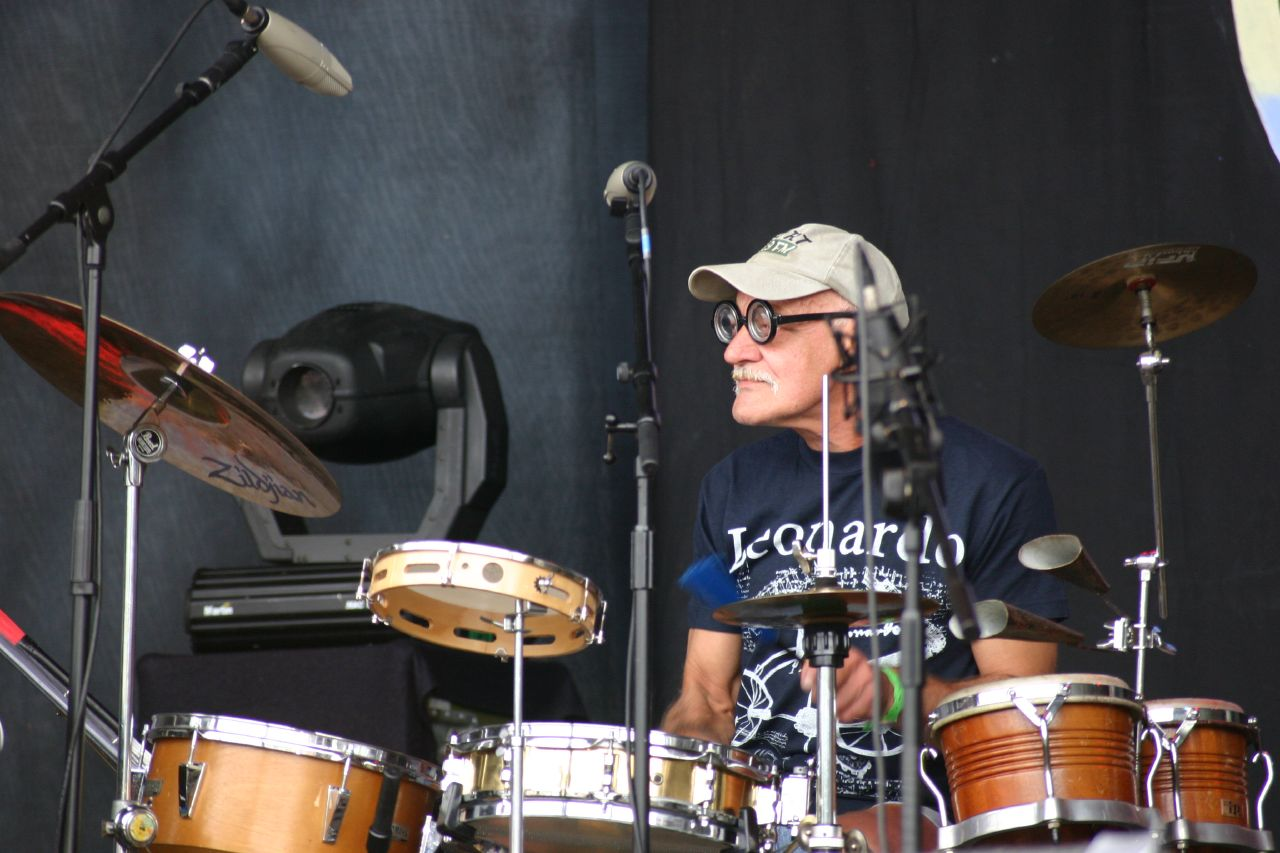
Clive Bunker (2004)

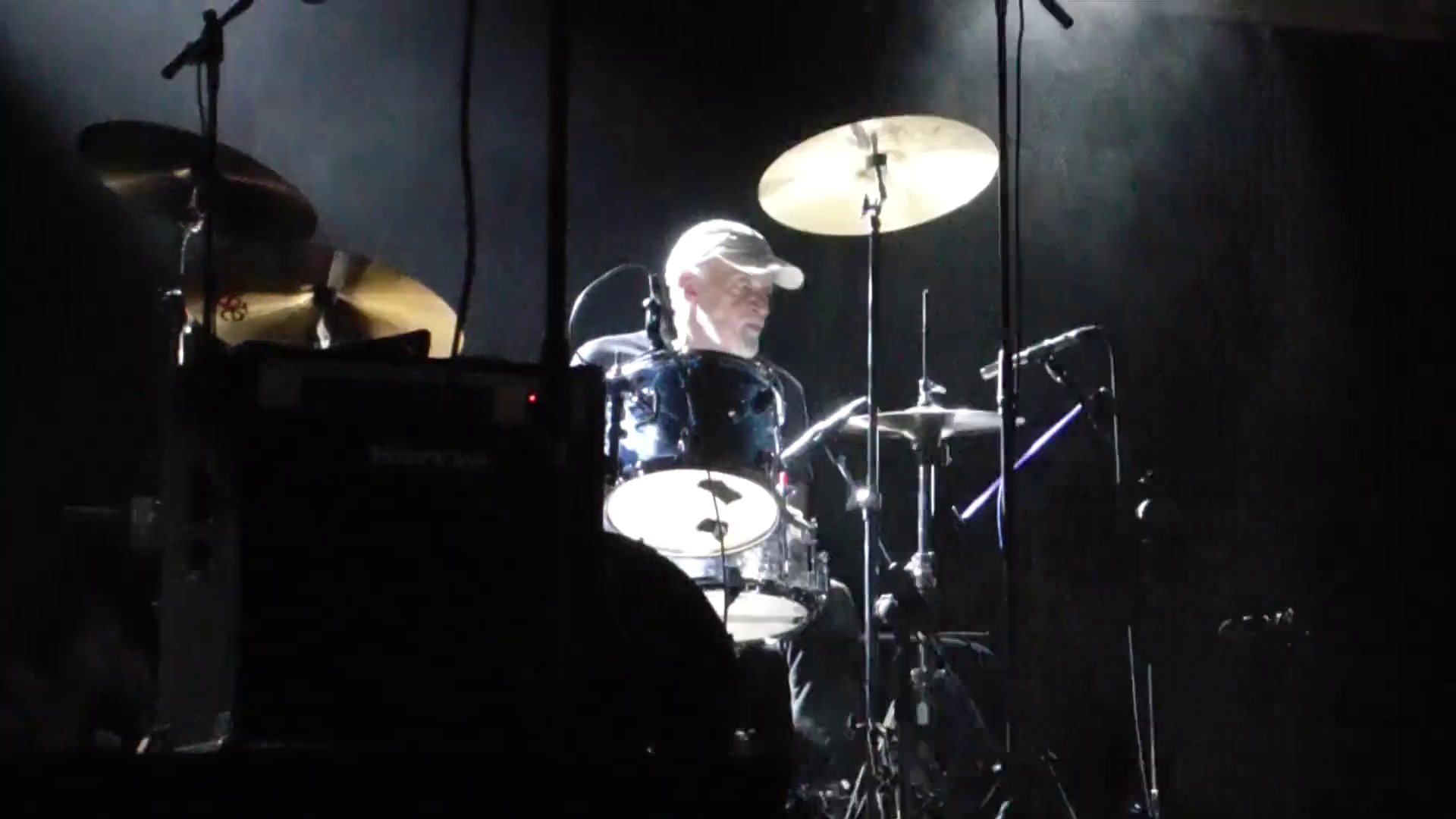
Clive Bunker (2016)

Clive Bunker (* 30. Dezember 1946 in Luton) ist ein britischer Schlagzeuger. Er gründete 1968 gemeinsam mit Ian Anderson, Mick Abrahams und Glenn Cornick die Rockband Jethro Tull.

## Biografie
Vor seiner Zeit bei Jethro Tull spielte er Schlagzeug bei diversen Bands (The Warriors, McGregor’s Engine). Nach etlichen Auftritten im Londoner Marquee Club wurde Jethro Tull 1968 beim Sunbury Jazz and Blues Festival einem größeren Publikum bekannt. Das erste Album This Was kam in die Charts. Es folgten diverse US-Tourneen, und das nächste Album Stand Up erreichte Platz 1 der britischen Charts. Mit Benefit konnte Jethro Tull an den Erfolg anknüpfen. In Deutschland wurden sie durch einen Auftritt im Beatclub bekannt. Nach den Aufnahmen des Jethro-Tull-Albums Aqualung verließ Clive Bunker die Band aus privaten Gründen.
Danach war er festes Mitglied in diversen Bands: Jude, Aviator, Blodwyn Pig, Manfred Mann’s Earth Band, Poormouth, Uli Jon Roth, Solstice, Vikki Clayton, Jerry Donahue and Clive Bunker Band, Anna Ryder und Wild Turkey. Als Sessionmusiker arbeitete er unter anderem mit Gordon Giltrap, Jack Bruce, Glenn Hughes, Steve Hillage, Santino de Bartolo, Steve Howe und Linda Lewis.
Sein Soloalbum Awakening erschien 1998. Aktuell ist er festes Bandmitglied bei The Gathering of…, einer Band, in der sich etliche namhafte Musiker zusammengefunden haben: Clive Bunker, Jerry Donahue, Ray Jackson, Doug Morter, Rick Kemp und Kristina Donahue.

## Diskografie (Auswahl)

### Mit Jethro Tull
- 1968: This Was
- 1969: Stand Up
- 1970: Benefit
- 1971: Aqualung
- 1972: Living in the Past (Kompilation mit teils unveröffentlichten Stücken)
- 2004: Nothing Is Easy: Live at the Isle of Wight 1970 (Dokumentation und Live-Aufnahmen)
- 2015: Live at Carnegie Hall 1970 (im Rahmen der Remixed-Ausgabe von Stand up)

### Mit Gordon Giltrap
- 1978: Fear of the Dark
- 1982: Airwaves

### Mit Aviator
- 1978: Lay Down Your Weary Tune (Single)
- 1979: Aviator
- 1980: Turbulence

### Mit Blodwyn Pig
- 1991: All Said and Done
- 1994: Lies
- 1996: Pig in the Middle
- 1997: Live at the Lafayette
- 2000: The Basement Tapes

### Mit Manfred Mann’s Earth Band
- 1996: Soft Vengeance

### Mit Solstice
- 1997: Circles

### Solo
- 1998: Awakening
- 2005: Diving in the Past